# ديميانوفو (كيروف)
ديميانوفو (بالروسية: Демьяново) هي مدينة في مقاطعة كيروف أوبلاست في روسيا.
يبلغ عدد سكانها حوالي 6209   نسمة.